# Giro de Lombardía 1984
El Giro de Lombardía 1984, la 78.ª edición de esta clásica ciclista, se disputó el 13 de octubre de 1984, con un recorrido de 251 km entre Milán y Como. El vencedor final fue el francés Bernard Hinault, por delante de Ludo Peeters y Teun van Vliet. Esta fue la segunda ocasión que el campeón francés conseguiría imponerse en esta clásica italiana.

## Clasificación final
| Posición | Ciclista             | Equipo                          | Tiempo    |
| -------- | -------------------- | ------------------------------- | --------- |
| 1        | Bernard Hinault      | La Vie Claire-Terraillon        | 6h 08' 50 |
| 2        | Ludo Peeters         | Kwantum Hallen-Yoko             | + 58"     |
| 3        | Teun van Vliet       | Dries-Verandalux-Gios           | m. t.     |
| 4        | Tommy Prim           | Bianchi-Piaggio                 | m. t.     |
| 5        | Stephen Roche        | La Redoute                      | m. t.     |
| 6        | Adrie van der Poel   | Kwantum Hallen-Yoko             | m. t.     |
| 7        | Claude Criquielion   | Splendor-Mondial Moquettes-Marc | + 2'27"   |
| 8        | Jørgen Vagn Pedersen | Carrera Jeans-Inoxpran          | m. t.     |
| 9        | Emanuele Bombini     | Del Tongo-Colnago               | m. t.     |
| 10       | Iñaki Gastón         | Reynolds                        | + 2'34"   |